# Robert Llewellyn

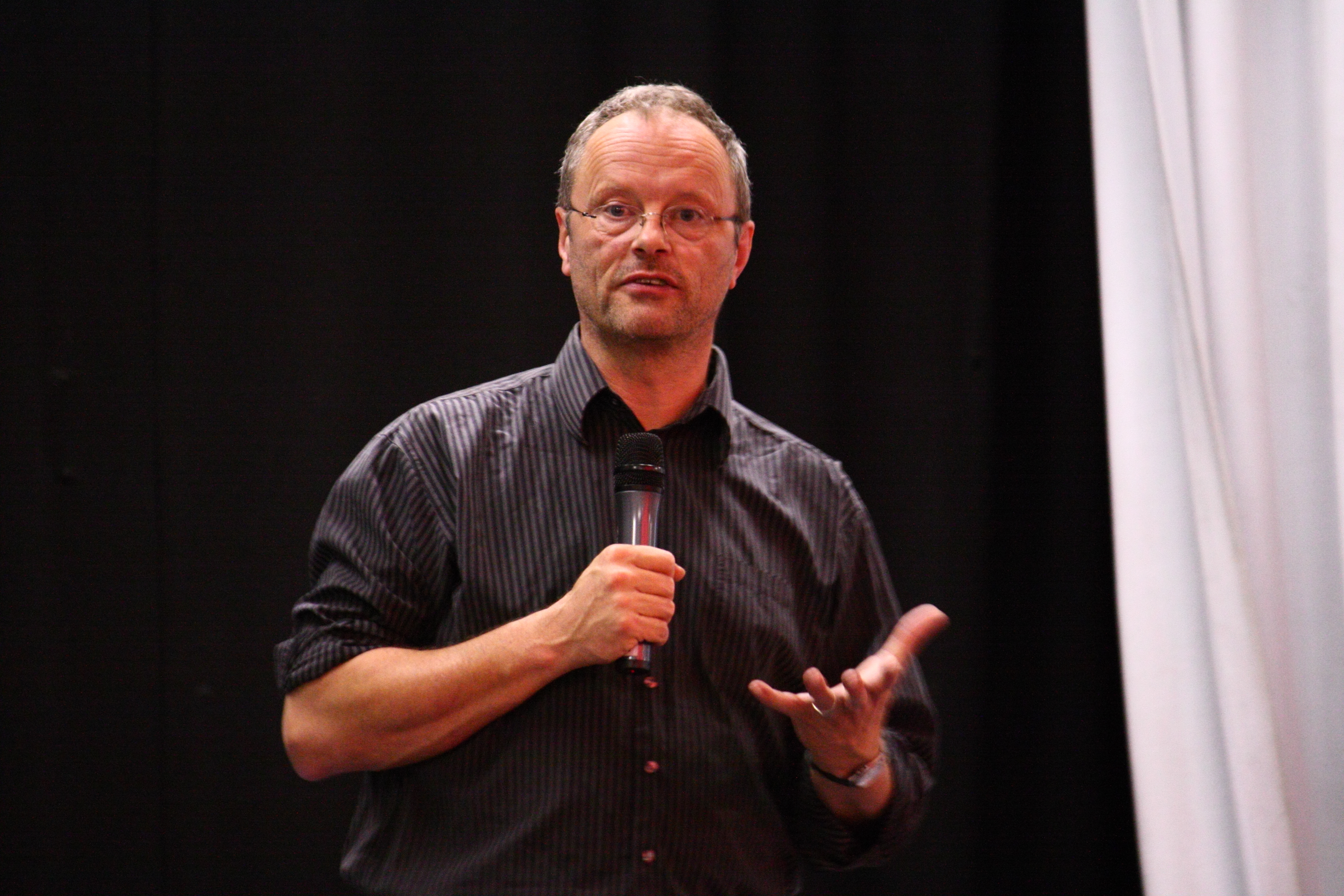
Robert Llewellyn en 2009

Robert Llewellyn est un acteur, scénariste, réalisateur et producteur britannique né le 10 mars 1956 à Northampton (Royaume-Uni).

## Filmographie

### Comme acteur
- 1983 : Skywhales : Voices (voix)
- 1983 : Ghost Dance : chef des Americans
- 1987 : The Corner House : Dave (série télévisée)
- 1991 : Comic Relief : Kryten (téléfilm)
- 1989-2017 : Red Dwarf : Kryten (série télévisée)
- 1993 : Prince Cinders : voix du frère d'Ugly
- 1994 : It's a Girl (téléfilm)
- 1994 : Grushko : Petrakov (téléfilm)
- 1995 : I, Camcorder : Presenter (série télévisée)
- 1996 : Jim's Gift : The Stranger (téléfilm)
- 1998 : Can't Smeg Won't Smeg : Kryten (jeu télévisé)
- 2001 : Un chant de Noël (Christmas Carol: The Movie) : voix du vieux Joe
- 2003 : Moo(n) : narrateur
- 2005 : Mirrormask : le gryphon
- 2006 : it²i² : Robert Llewellyn / John Silverstine (vidéofilm)
- 2007 : Red Dwarf: The Bodysnatcher Collection : Kryten (vidéofilm)
- 2007-2008 : M.I.High : le premier ministre (série télévisée - 4 épisodes)
- 2010 : Beast Hunters (série télévisée)
- 2012 : Eldorado : Meat
- 2012 : Highway to Hell : Meat
- 2013 : Ashens and the Quest for the Gamechild

### Comme scénariste
- 1987 : The Corner House (série télévisée)
- 1993 : Prince Cinders
- 1995 : Red Dwarf: Smeg Outs (vidéofilm)
- 1997 : Red Dwarf (série télévisée - épisode 6, saison 7 : Beyond a Joke)
- 2001 : Un chant de Noël (Christmas Carol: The Movie)
- 2006 : it²i² (vidéofilm)

### Comme réalisateur
- 2006 : it²i² (vidéofilm)

### Comme producteur
- 2006 : it²i² (vidéofilm)
- 2010-2011 : Carpool (série télévisée - 10 épisodes en tant que producteur délégué)